# Wegnern (Adelsgeschlecht)

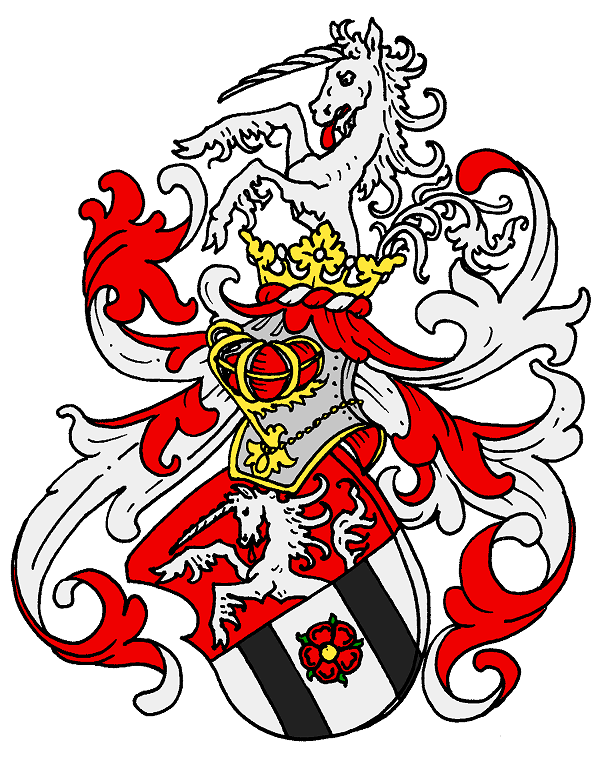
Wappen derer von Wegnern

Wegnern ist der Name eines aus Sachsen stammenden Adelsgeschlechts, dessen direkte Stammreihe mit Henning Wegner auf Osterweddingen um 1500 beginnt.

## Adelserhebung
Die Erhebung in den polnischen Adelsstand mit preußischem Indigenat als „von Wegnern“ erfolgte am 14. März 1635 für die Brüder Dr. jur. utr. Henning Wegner, Gutsherr auf Kapkeim und Kuggen sowie Professor an der Universität Königsberg und Bürgermeister der Königsberger Altstadt, und Dr. jur. utr. Christoph Wegner, Gutsherr auf Danerau, Pregelswalde und Sageiten sowie kurfürstlich brandenburgischer Rat, Advocatus fisci und Konsistorial-Assessor.
August Friedrich Viktor Ball (1802–1848), Pflege- und Adoptivsohn des Oberlandesvizegerichtspräsidenten Ludwig von Wegnern (1777–1854) wurde mit dem Adelsprädikat von Wegnern mit geringfügig verändertem Wappen am 30. Mai 1822 in den preußischen Adelstand erhoben.

## Wappenbeschreibung
Geteilt, oben in Rot ein wachsendes silbernes Einhorn, unten in Silber eine rote Rose zwischen zwei schwarzen Pfählen. Auf dem Helm mit rot-silbernen Decken das wachsende Einhorn.
Das Wappen besitzt somit eine Ähnlichkeit zum Wappen der zum alten Adel in Pommern gehörenden Herren von Weger (auch Weyger), von denen Albrecht im Jahr 1337 im Kloster Stargard beigesetzt wurde. Bereits seit dem 17. Jahrhundert gehörten einige jener von Weger der Generalität an. Kaiser Karl VI. erteilte dem königlich preußischen Hofrat in Pommern Johann Jakob von Weger, der sich auf diese Abstammung berief, 1728 den böhmischen Ritterstand samt Inkolat in Schlesien, Böhmen und Mähren. Das Gut Bischdorf in Schlesien sowie Gut und Badeort Bukowine bei Polnisch Wartenberg war im Besitz seiner Familie. Das Wappen der ursprünglich pommerschen, später brandenburgischen von Weger zeigt im rot-schwarz gespaltenen Schild rechts zwei goldene Schrägbalken, links ein silbernes Einhorn. Ebenfalls wiederholt sich auf dem Helm das Einhorn.

## Namensträger
- Henning von Wegnern (1584–1636), preußischer Rechtswissenschaftler
- Johann Christoph von Wegnern (1702–1774), preußischer Oberst und Chef des nach ihm benannten Magdeburger Land-Regiment „Alt-Wegnern“
- Ernst Boguslaw von Wegnern (1725–1768), preußischer Präsident der Kriegs- und Domänenkammer in Aurich
- Georg Friedrich von Wegnern (1729–1793), preußischer Generalmajor
- Carl von Wegnern (1777–1854), Tribunalspräsident und Kanzler des Königreichs Preußen, Heirat am 12. Januar 1802 Emilie Hedwig Gräfin zu Eulenburg (* 21. Oktober 1780; † 30. Juni 1853 in Königsberg) aus dem Hause Prassen
  - Anton von Wegnern (1809–1891), preußischer Regierungspräsident im Regierungsbezirk Bromberg, Ehe mit Elma Biegon von Czudnochowski (1818–1900)
    - Martin von Wegnern (1855–1897), schaumburg-lippischer Staatsminister